# 前田製菓

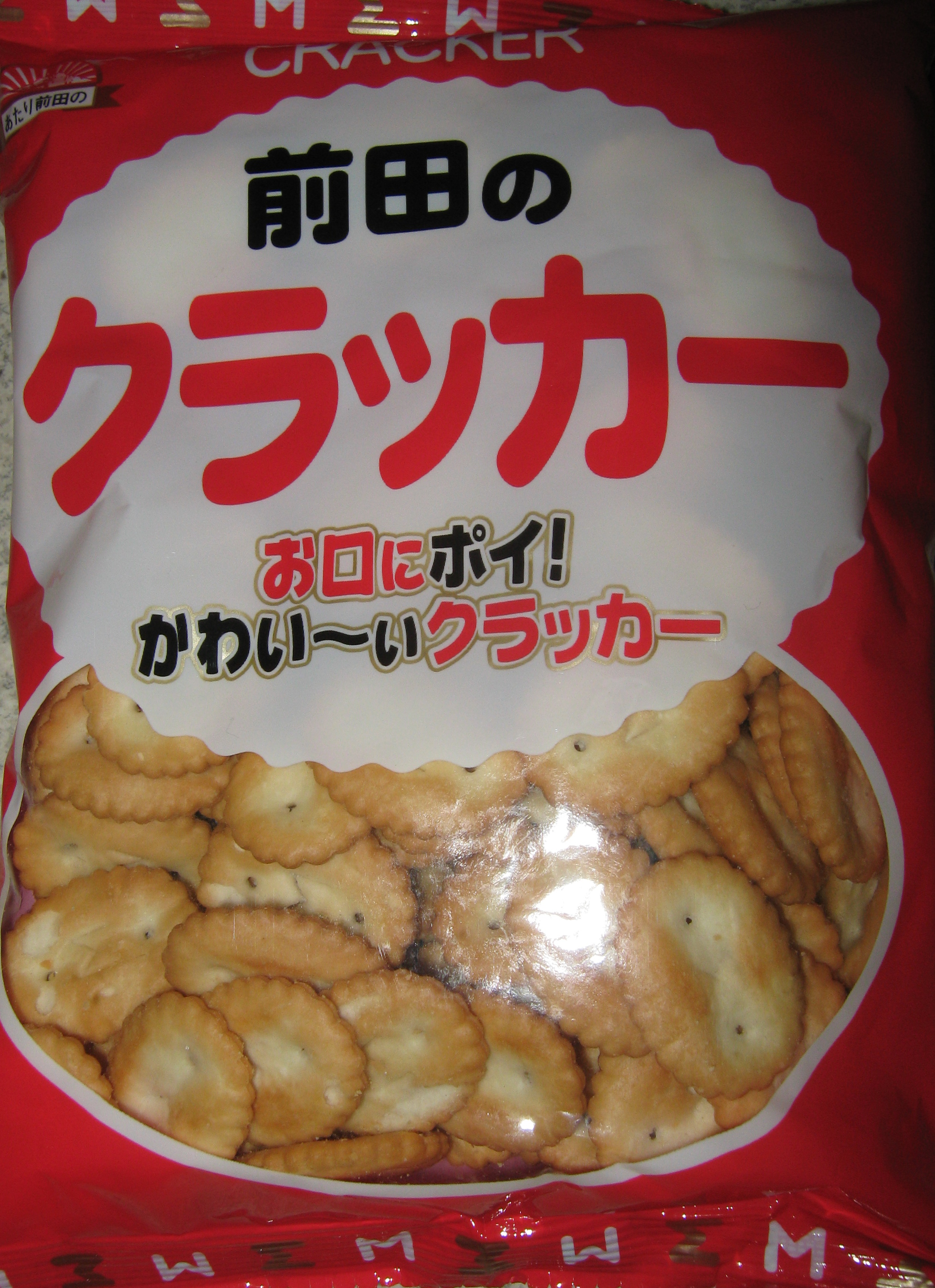
あたり前田のクラッカー
（画像は2010年以前のパッケージ）

前田製菓株式会社（まえだせいか）は、大阪府堺市堺区に本社を置く、クラッカー・ビスケットを専門とする製菓会社である。1918年（大正7年）創業。

## 概要
1918年（大正7年）の創業から今日まで、クラッカーやビスケットなどの菓子を製造している。現在は主にスーパーの他、駄菓子店・駄菓子コーナーや100円ショップ、業務スーパー、一部の生協などで販売されている。
1962年（昭和37年）から1968年（昭和43年）までテレビ放映され、人気を博したコメディ時代劇『てなもんや三度笠』（朝日放送制作、TBS系列で放送）の提供スポンサーとしても知られる。主力商品の「ランチクラッカー」は『てなもんや - 』主演の藤田まことが番組のオープニングで、「“俺がこんなに強いのも、あたり前田のクラッカー!”」というフレーズを発しながら、テレビカメラの前に差し出すCMで人気商品となった。同番組のエンディングでは、子供役の白木みのると父親役の原哲男が商品を紹介するコントもあった。
「あたり前田のクラッカー」というフレーズは現在も商品のパッケージ、会社のウェブサイトなどで使用されている。
1980年代から1990年代はABCラジオ、TBSラジオ他、関西圏と関東圏のラジオ局でクラッカーだけでなく、セサミハイチなど、他の製品のラジオCM（藤田まことが出演）が流れていた。藤田が2010年に死去した事もあり、長年テレビやラジオ等と言った既存のメディアでの宣伝活動は行っていなかったが、2020年4月から2021年3月までABCラジオで放送されていた「やすよとともこのOFFMODE」ではスポンサーとなりプレゼント企画等を行っていた。
近年では、SNSでの宣伝活動にも力を入れており、InstagramやFacebook、Twitterのアカウントにおいて、自社製品を積極的にアピールしている。
また、2021年4月にはセレッソ大阪、2021年8月には東京ヴェルディのスポンサーになった。
大阪府藤井寺市に本社を置き「乳ボーロ」で知られる大阪前田製菓、大阪市港区に本社を置き「チューペット」で知られる前田産業、「ホームラン松井秀喜サブレ」（旧「ゴジラ松井サブレ」）で有名な石川県能美市の前田製菓、福井県吉田郡永平寺町の「羽二重餅の古里」マエダセイカなども存在するが、いずれも無関係である。

## 沿革
- 1918年（大正7年）5月 - 大阪府堺市で前田西洋菓子製造所として創業
- 1926年（大正15年）9月 - ビスケット工場を堺市内に設置
- 1931年（昭和6年）12月 - 合名会社 前田本店製菓所に組織変更
- 1946年（昭和21年）2月 - 農林省（現在の農林水産省）の携帯乾パンの製造を開始
- 1955年（昭和30年）3月 - ランチクラッカー発売開始
- 1957年（昭和32年）10月 - 株式会社に改組し、前田製菓株式会社に組織変更
- 1962年（昭和37年）5月 - テレビ番組『てなもんや三度笠』放送開始
- 1964年（昭和39年）1月 - 宇都宮工場を建設
- 1966年（昭和41年）7月 - 販売部門を独立し、前田クラッカー株式会社を設立
- 2018年（平成30年）5月 - 創業100周年

## 事業所
- 本社 - 大阪府堺市堺区京町通1番32号
- 事業所・堺工場 - 大阪府堺市堺区協和町5丁480番地

### 関連会社
- 前田クラッカー株式会社 - 販売部門が独立した会社

## 主な商品
- 前田のクラッカー（スーパー、駄菓子屋などで広く販売されており、小袋8袋の箱入りが大阪土産として道頓堀や梅田、新大阪駅などのお土産ショップで限定販売されている。2枚入プチあたり前田のクラッカーや、災害時の非常食用保存缶もあり。）
- 極上 前田のクラッカー ～芳醇バター～
- 前田のランチクラッカー クラックス（以前は、コイン状に固めた粉末のコンソメスープが付いていた）
- 野菜クラッカー サプ
- 黒ごまソフトクラッカー
- 五穀たっぷりクラッカー
- ブラックペッパークラッカー
- 10種類の野菜クラッカー
- 10種類の穀物クラッカー
- 10種類の果物クラッカー
- セサミハイチ
- のりセサミ
- わさびセサミ
- キムスナック
- 前田のクリケット
- チョコレートサンドビスケット リサーチ
- ストロベリーサンドビスケット リサーチ
- 抹茶クリームサンドビスケット リサーチ
- BiSLOW～ビスロー♪～（低糖質サブレ）
- ラ・クランシック（創業100周年を記念して販売）
- 極上 ラ・クランシック
- ラ・クランシックサンド te to te らむれーずん
- WAY TO GO ハイ・プロテインクッキー シリーズ
- カラッとおから
- ひとくち カラッとおから

### 以前の商品
- 乾パン
- バタークラッカー
- 前田のベービット (卵味とチョコ味の2つを同梱)
- たまごクッキー
- クロレラ入りたまごクッキー（パッケージが縦型で宇宙船風）
- フィンガー
- ひじきスナック
- しらすスナック
- オーツ麦クラッカー
- アーモンドソフトクラッカー
- クリームチーズクラッカー
- 沖縄産黒砂糖のクラッカー
- 大型シュガークラッカー
- スイートココナッツサブレー（CMに白木みのるが出演）
- 大型ココナッツサブレー
  - 前述の『てなもんや三度笠』とのタイアップ商品。同作の第164話「賤ヶ岳の夢」の本編終了後のCMでは、オープニングのイラストを手掛けた川串誠のキャラクターデザインによるアニメーション風スポットCMが放送された（キャラクターの声は藤田と白木）。
- てなもんやクッキー（チョコ味・ジンジャー味）
- 大型チョコサンドビスケット
- チョコサンドパイ
- 前田のクラッカー 3種のごま
- 前田のクラッカー コーンポタージュ風味
- ココベイク
- Worker’ｓ Biscuit GABA×アールグレイ（同社初の機能性表示食品）

## 流行語
あたり前田のクラッカー
CMで使用された流行語で、かつての「あたりきしゃりき車引き」にとってかわった（地口も参照）。